# 首爾字體
首爾字體（：／）是大韓民國首爾特別市的專用字體，其下道路、指示牌、地鐵、機關及其公文都使用此字體。字體分為無襯線的首爾南山體和襯線的首爾漢江體兩大家族，下有多檔粗細。首爾的個人和企業用戶可授權免費使用。

## 字體家族

### 首爾南山體

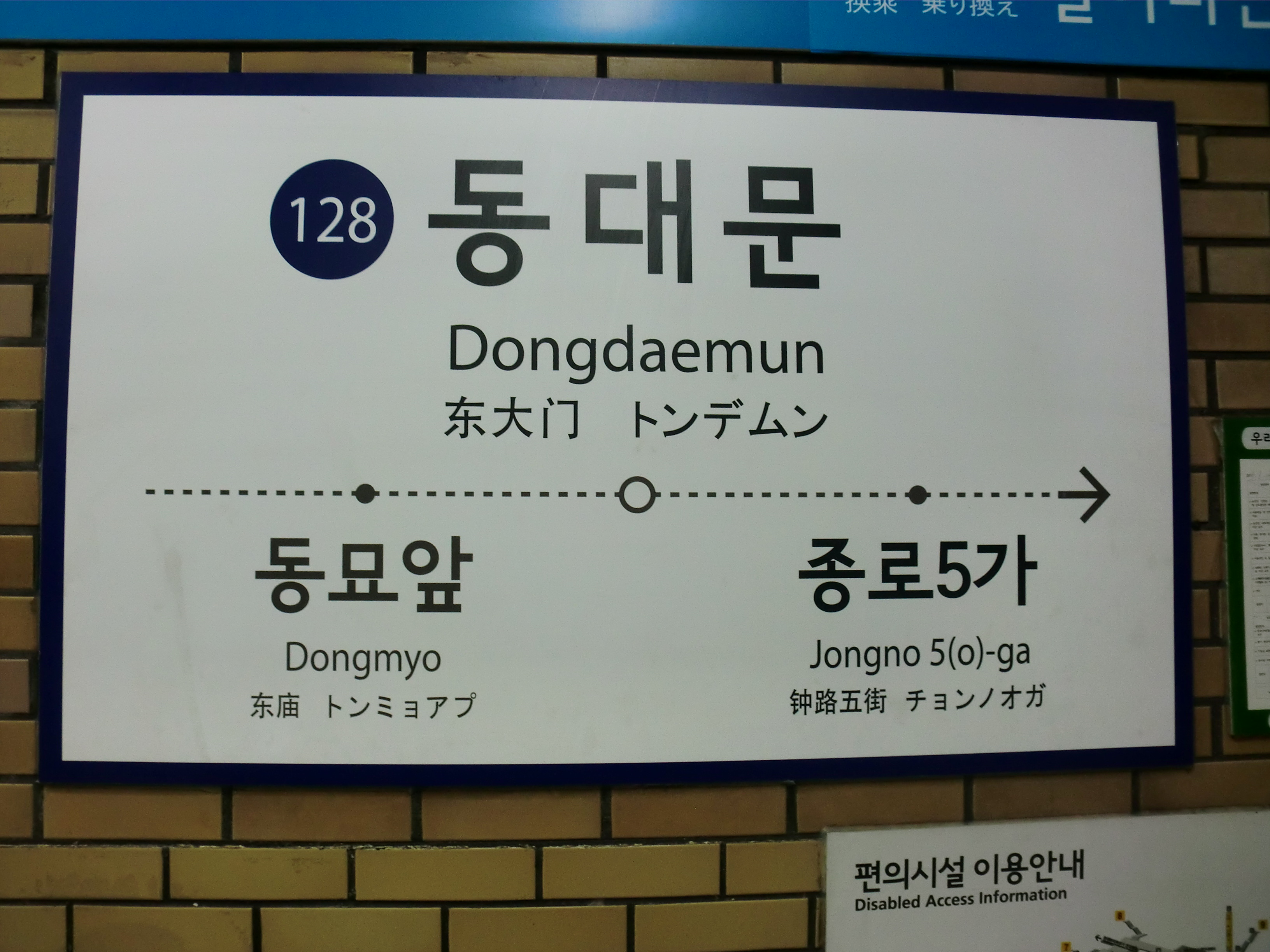
首爾南山體

首爾南山體（：／）是無襯線字體，以首爾的南山來命名。字體家族分為細（Light）、中（Medium）、粗（Bold）、超粗（Extra-Bold）4個字重，以及直書用（세로쓰기）及手機用（모바일용）兩個定制版本。
南山體相比韓文傳統的方黑體更具現代感，字重變化多樣，在首爾的公共標識和招牌上廣泛應用。如“首爾特別市政府”（：／）的標牌即是用南山體製成。

### 首爾漢江體
首爾漢江體（：／）是襯線字體，以流經首爾的漢江來命名。字體家族分為細（Light）、中（Medium）、粗（Bold）、超粗（Extra-Bold）4個字重，以及特別定制的手機用（모바일용）版本。
漢江體相比韓文傳統的基本體更具現代感，對部分部件如“ㅍ”“ㅎ”作了手寫化和連體處理，起到改善視覺效果的作用。在首爾的看板、地鐵、公文上廣泛應用。

## 外部連結
- 字體下載及說明 （页面存档备份，存于）